# 蝶状毛蕨
蝶状毛蕨（学名：Cyclosorus?papilio?(C.Hope），为金星蕨科毛蕨属下的一个植物种。